# BoyNextDoor
Boynextdoor (kor. 보이넥스트도어) – południowokoreański boysband założony przez KOZ Entertainment, spółkę zależną Hybe. Grupa składa się z sześciu członków: Sungho, Riwoo, Jaehyun, Taesan, Leehan i Woonhak. Zadebiutowali 30 maja 2023 roku singlem albumem Who!.

## Nazwa
Boynextdoor, jak wskazuje sama nazwa, oznacza, że będą przyjaźni i dostępni, podobni do chłopców mieszkających po sąsiedzku.

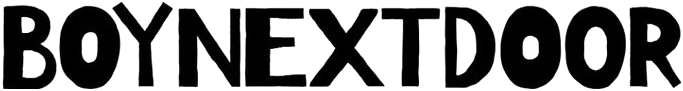
Oficjalne logo BoyNextDoor

## Historia

### 2019–2023: Formacja i wprowadzenie
11 stycznia 2019 roku raper i producent Zico założył wytwórnię KOZ Entertainment po odejściu z Seven Seasons. W 2020 roku, Hybe Corporation przejęła wytwórnię jako spółkę zależną i włączyła KOZ do wspólnych przesłuchań w marcu 2022 roku.
Zico ogłosił swoje plany debiutu boysbandu pod swoją agencją w lutym 2023 roku. Media donosiły, że grupa zadebiutuje w maju tego samego roku. Grupa, nazwana BoyNextDoor, została oficjalnie przedstawiona 16 kwietnia poprzez opublikowanie animowanego wideo na YouTube. Członkowie zespołu zostali zaprezentowani 14 maja za pomocą serii GIF-ów, przedstawiających każdego z nich, opublikowanych na platformach społecznościowych zespołu.

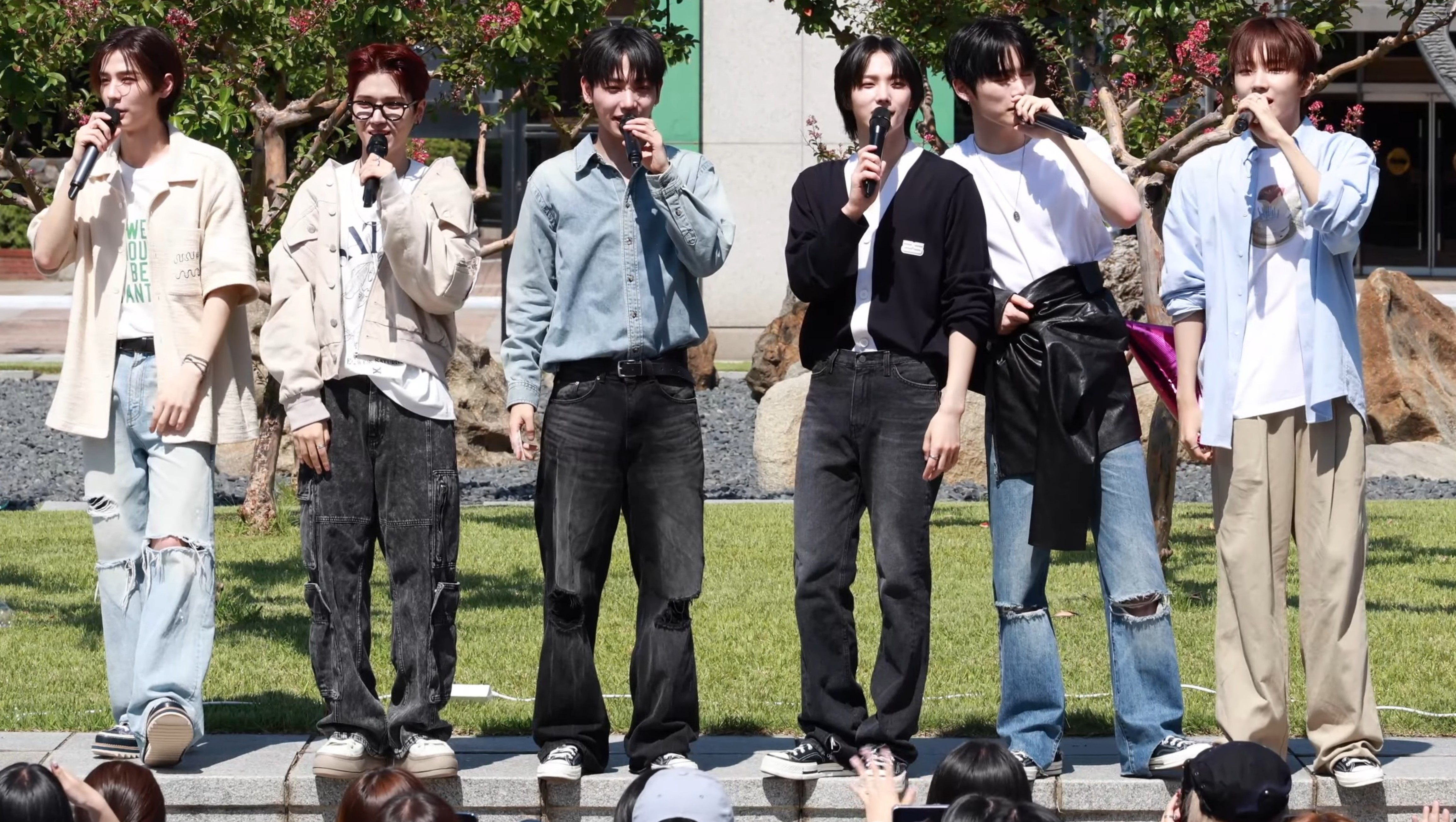
BoyNextDoor na mini spotkaniu fanów we wrześniu 2023 r.

### 2023–2024: Debiut i trylogia First love
8 maja 2023 roku KOZ ogłosiło, że BoyNextDoor zadebiutują z trzema utworami na singlu zatytułowanym Who!, a wszystkie trzy utwory będą promowane jako single, co publikacje uznały za „rzadki akt” w branży. Promocje albumu rozpoczęły się od wydania singla „But I Like You” 23 maja, następnie „One and Only” 26 maja. Zespół oficjalnie zadebiutował 30 maja, wraz z wydaniem albumu i singla „Serenade”.
13 lipca KOZ ogłosiło, że zespół BoyNextDoor powróci z nowym albumem we wrześniu 2023 roku. sierpnia zapowiedziano ich pierwsze minialbum Why.. poprzez czarno-biały obraz przedstawiający karuzelę. Grupa wydała minialbum 30 września, wraz z głównym singlem „But Sometimes”. Album zadebiutował na 162. miejscu na liście Billboard 200, co oznaczało pierwsze pojawienie się grupy na tej liście.
1 listopada ogłoszono nazwę fandomu grupy, „OneDoor”. 7 listopada grupa wydała singiel promocyjny „Fadeaway” jako temat przewodni dla webtoonu Naver Garbage Time. Na gali Melon Music Awards 2023 BoyNextDoor zdobyli specjalną nagrodę dla Global Rising Artist.

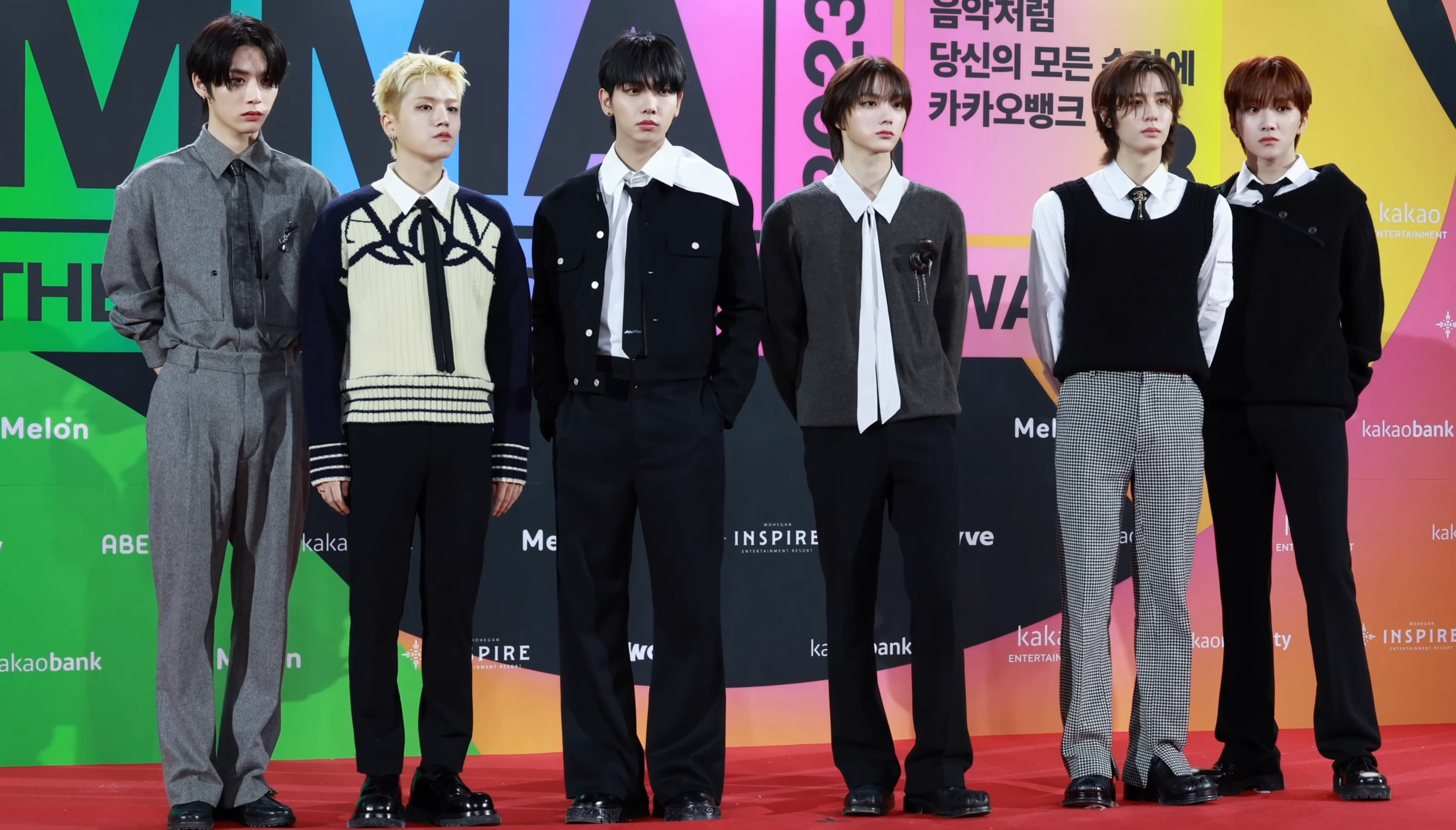
BoyNextDoor na gali Melon Music Awards 2023 w grudniu 2023 roku

13 lutego 2024 roku KOZ ogłosiło, że BoyNextDoor wydadzą nową muzykę w kwietniu 2024 roku. 18 marca agencja zapowiedziała drugi minialbum zespołu, zatytułowany How?, poprzez wideo zatytułowany „How Can This Happen?”. How? kończy trylogię wydawnictw grupy, opowiadającą historię „pierwszej miłości”. Minialbum został wydany 15 kwietnia, wraz z singlem „Earth, Wind & Fire”. Zadebiutował na szczycie Circle Album Chart w notowaniu z 20 kwietnia, co oznaczało pierwszy album grupy, który osiągnął pierwsze miejsce. 23 kwietnia grupa zdobyła swoje pierwsze zwycięstwo w programie muzycznym The Show.
BoyNextDoor zorganizowali swoje pierwsze spotkanie z fanami, zatytułowane „OneDoorful Day”, w Olympic Hall w Seulu w dniach 1-2 czerwca. 29 czerwca grupa wydała singiel promocyjny „Lucky Charm” jako część ścieżki dźwiękowej do serialu telewizyjnego JTBC Miss Night and Day.

### 2024: debiut w Japonii i19,99
10 lipca 2024 roku BoyNextDoor zadebiutowali w Japonii z maxi singlem „And,”, który zawiera japońskie nagrania wcześniejszych singli grupy oraz utwór w języku japońskim „Good Day”. Singiel odniósł sukces komercyjny, wchodząc na szczyt Daily Single Ranking na Oricon Chart w dniu 10 lipca, co było trzecim numerem jeden zespołu na tej liście. Zespół został reprezentowany na wystawie K-popu w Grammy Museum w Los Angeles w Kalifornii, obok 78 innych artystów związanych z Hybe i jego sublabelami, w okresie od 2 sierpnia do 15 września.
24 lipca The Chosun Ilbo poinformował, że BoyNextDoor finalizują nowy album, którego premiera planowana jest na wrzesień. 12 sierpnia KOZ opublikowało 16-sekundowy klip wideo na kontach grupy w mediach społecznościowych, ujawniając tytuł ich trzeciego minialbumu 19.99. Minialbum został wydany 9 września, poprzedzony przedpremierowym singlem „Dangerous” 2 września. 9 września BoyNextDoor wydali swój trzeci minialbum 19.99 wraz z głównym utworem „Nice Guy”. 25 października KOZ poinformowało, że album przekroczył milion sprzedanych egzemplarzy według statystyk YG Plus. 31 października wydali cover piosenki „It's Beginning to Look a Lot Like Christmas”, dostępny wyłącznie w Apple Music.

### Od 2025: Knock On Vol.1 Tour iNo Genre
W ramach promocji swoich pierwszych czterech wydawnictw, BoyNextDoor wyruszyli w swoją pierwszą światową trasę koncertową Knock On Vol.1 Tour, rozpoczynając ją dwoma koncertami w Inspire Arena w Incheon w grudniu 2024 roku. Podczas trasy, 6 stycznia 2025 roku, zespół wydał swój pierwszy cyfrowy singiel „If I Say, I Love You”. 14 marca grupa wypuściła promocyjny singiel „Never Loved This Way Before”, będący nową wersją piosenki Cheeze z 2021 roku o tym samym tytule, w ramach ścieżki dźwiękowej do webtoona Naver Odd Girl Out. 28 marca odwołano koncert trasy w Bangkoku, zaplanowany na następny dzień, w związku ze skutkami trzęsienia ziemi w Mjanmie w 2025 roku, które dotknęło również Tajlandię.
BoyNextDoor wydadzą swój czwarty minialbum No Genre 13 maja. Album promują dwa single: główny singiel „I Feel Good”, który ukaże się razem z albumem, oraz wcześniejszy cyfrowy singiel „If I Say, I Love You”. Zespół wyda także promocyjny singiel we współpracy z Warner Bros. z okazji 85. rocznicy powstania serii Tom i Jerry. Grupa wystąpi również 12 września podczas Mistrzostw Świata w Piłce Siatkowej Mężczyzn FIVB 2025 w Pasay jako „globalni ambasadorzy”.

## Członkowie
| Pseudonim   | Pseudonim | Prawdziwe imię | Prawdziwe imię | Data urodzenia       | Pozycja |
| Latynizacja | Hangul    | Latynizacja    | Hangul         | Data urodzenia       | Pozycja |
| ----------- | --------- | -------------- | -------------- | -------------------- | ------- |
| Jaehyun     | 재현      | Myung Jae-hyun | 명재현         | 4 grudnia 2003       | lider   |
| Sungho      | 성호      | Park Sung-ho   | 박성호         | 4 września 2003      |         |
| Riwoo       | 리우      | Lee Sang-hyeok | 이상혁         | 22 października 2003 |         |
| Taesan      | 태산      | Han Dong-min   | 한동민         | 10 sierpnia 2004     |         |
| Leehan      | 이한      | Kim Dong-hyun  | 김동현         | 20 października 2004 |         |
| Woonhak     | 운학      | Kim Woon-hak   | 김운학         | 29 listopada 2006    | maknae  |

## Dyskografia

### Minialbumy
| Rok  | Dane dot. albumu                                                                                         | Najwyższa pozycja | Najwyższa pozycja | Najwyższa pozycja | Najwyższa pozycja | Sprzedaż                          |
| Rok  | Dane dot. albumu                                                                                         | KOR (Circle)      | JPN (Oricon)      | JPN Hot           | US                | Sprzedaż                          |
| ---- | --- | ----------------- | ----------------- | ----------------- | ----------------- | --------------------------------- |
| 2023 | Why.. - Wydany: 4 września 2023 - Wytwórnia: KOZ Entertainment - Format: CD, digital download, streaming | 3                 | 3                 | 3                 | 162               | - KOR: 600 780+ - JPN: 45 708     |
| 2024 | How? - Wydany: 15 kwietnia 2024 - Wytwórnia: KOZ Entertainment - Format: CD, digital download, streaming | 1                 | 1                 | 1                 | 93                | - KOR: 870 318+ - JPN: 83 748+    |
| 2024 | 19.99 - Wydany: 9 września 2024 - Wytwórnia: KOZ Entertainment - Format: CD, digital download, streaming | 1                 | 1                 | 1                 | 40                | - KOR: 1 079 459+ - JPN: 155 708+ |
| 2025 | No Genre - Wydany: 13 maja 2025 - Wytwórnia: KOZ Entertainment - Format: CD, digital download, streaming |                   |                   |                   |                   |                                   |

### Single

#### Single albumy
| Rok  | Dane dot. albumu                                                                                     | Najwyższa pozycja | Najwyższa pozycja | Sprzedaż                       |
| Rok  | Dane dot. albumu                                                                                     | KOR (Circle)      | JPN (Oricon)      | Sprzedaż                       |
| ---- | --- | ----------------- | ----------------- | ------------------------------ |
| 2023 | Who! - Wydany: 30 maja 2023 - Wytwórnia: KOZ Entertainment - Format: CD, digital download, streaming | 5                 | 8                 | - KOR: 360 353+ - JPN: 19 849+ |

Single cyfrowe
| Rok                                                       | Tytuł                                   | Najwyższa pozycja | Najwyższa pozycja | Najwyższa pozycja | Najwyższa pozycja | Najwyższa pozycja | Sprzedaż         | Album      |
| Rok                                                       | Tytuł                                   | KOR               | KOR               | JPN               | JAP Hot           | WW                | Sprzedaż         | Album      |
| Rok                                                       | Tytuł                                   | Circle            | Songs             | JPN               | JAP Hot           | WW                | Sprzedaż         | Album      |
| Koreańskie                                                | Koreańskie                              | Koreańskie        | Koreańskie        | Koreańskie        | Koreańskie        | Koreańskie        | Koreańskie       | Koreańskie |
| --------------------------------------------------------- | --------------------------------------- | ----------------- | ----------------- | ----------------- | ----------------- | ----------------- | ---------------- | ---------- |
| 2023                                                      | „But I Like You" (돌아버리겠다)         | –                 | –                 | –                 | –                 | –                 | dane niedostępne | Who!       |
| 2023                                                      | „One and Only"                          | –                 | –                 | –                 | –                 | –                 | dane niedostępne | Who!       |
| 2023                                                      | „Serenade"                              | –                 | –                 | –                 | –                 | –                 | dane niedostępne | Who!       |
| 2023                                                      | „But Sometimes" (뭣 같아)               | 96                | –                 | –                 | –                 | –                 | dane niedostępne | Why..      |
| 2024                                                      | „Earth, Wind & Fire"                    | 85                | –                 | –                 | –                 | –                 | dane niedostępne | How?       |
| 2024                                                      | „Dangerous" (부모님 관람불가)           | 65                | –                 | –                 | –                 | –                 | dane niedostępne | 19.99      |
| 2024                                                      | „Nice Guy"                              | 42                | 24                | –                 | 53                | –                 | dane niedostępne | 19.99      |
| 2025                                                      | „If I Say, I Love You"                  | 6                 | 15                | –                 | 26                | 188               | dane niedostępne | No Genre   |
| 2025                                                      | „I Feel Good"                           |                   |                   |                   |                   |                   | dane niedostępne | No Genre   |
| Japońskie                                                 |                                         |                   |                   |                   |                   |                   |                  |            |
| 2024                                                      | „Earth, Wind & Fire" (Japanese version) | –                 | –                 | 2                 | –                 |                   | - JPN: 220 046   | –          |
| „–” oznacza, że singiel nie był notowany na danej liście. |                                         |                   |                   |                   |                   |                   |                  |            |

## Wideografia

### Teledyski
| Tytuł            | Rok  | Reżyser                   |
| ---------------- | ---- | ------------------------- |
| „But I Like You" | 2023 | Han Sa-min (Dextor-Lab)   |
| „One and Only"   | 2023 | Seo Dong-hyeok (Flipevil) |
| „Serenade"       | 2023 | Han Sa-min (Dextor-Lab)   |

## Filmografia

### Reality show
- Boynextdoor Tonight (2023, Mnet)[75]